# Munzeze
Munzeze è una circoscrizione rurale (rural ward) della Tanzania situata nel distretto di Buhigwe, regione di Kigoma. Conta una popolazione di 18 934 abitanti (censimento 2012).